# Patto per l'Italia
Il Patto per l'Italia era una coalizione elettorale di centro costituita in occasione delle elezioni politiche del 1994. Il Patto concorreva nei collegi maggioritari di Camera e Senato con propri candidati alternativi sia alla sinistra dei Progressisti, sia alla destra del Polo delle Libertà e del Polo del Buon Governo.
Il Patto era costituito da Partito Popolare Italiano, Patto Segni, Partito Repubblicano Italiano, Unione Liberaldemocratica e indipendenti socialisti e socialdemocratici quali Giuliano Amato e Giulio Tremonti.

## Storia

### Le elezioni del 1994
Il Patto per l'Italia nasce il 5 gennaio 1994 per sostenere il suo fondatore Mariotto Segni come candidato alla Presidenza del Consiglio dei ministri.
Tuttavia  la coalizione di centro si fermò al 15,8% alla Camera e il 16,7% al Senato schiacciata dai due principali schieramenti di sinistra, guidato dal pidiessino Achille Occhetto, e di centro-destra, guidato da Silvio Berlusconi. Il "Centro" riuscì a vincere solo in quattro collegi maggioritari alla Camera dei deputati (tre in Campania: Gianfranco Rotondi, Antonio Valiante e Mario Pepe peraltro in virtù del fatto che il polo di centrodestra in questi 3 collegi si presentava diviso con due candidati, uno di Alleanza Nazionale e uno di Forza Italia-CCD; e uno in Sardegna: Giampiero Scanu), ai quali bisogna però aggiungere la quota di recupero proporzionale che favorì soprattutto il PPI. La disfatta fu tale che nemmeno Mariotto Segni, candidato nella parte maggioritaria, risultò vincitore nel suo collegio elettorale di Sassari.

### La dissoluzione del Patto per l'Italia
Dopo gli scarsi risultati riportati in occasione delle elezioni politiche del 1994 la coalizione di "centro" si è sciolta:
- Il Partito Popolare Italiano, sotto la guida del nuovo leader Rocco Buttiglione avviò un processo di confronto tanto con il centro-destra quanto con la sinistra. Il partito risultò così spaccato in due forti correnti, una favorevole all'alleanza con il Polo delle Libertà (guidata dallo stesso Buttiglione) ed una favorevole al confronto con i Progressisti (guidata da Gerardo Bianco). La crisi si concluse con la fuoriuscita di Buttiglione dal partito, che portò con sé lo "scudo crociato" e diede vita ai Cristiani Democratici Uniti;
- Il Patto Segni subì scissioni verso Forza Italia (Giulio Tremonti e Alberto Michelini) e aderì a L'Ulivo, coalizione con la quale si presentò nel 1996 sotto le insegne di Rinnovamento Italiano. A partire dal 1999 tuttavia il piccolo partito scelse l'alleanza con la Casa delle Libertà nel 2001. Nel 2004 invece il partito, divenuto Patto dei Liberaldemocratici, corse sganciato dai principali schieramenti;
- Il Partito Repubblicano Italiano di Giorgio La Malfa, dopo essersi presentato con il PPI all'interno de L'Ulivo nel 1996 (eleggendo 2 deputati e 2 senatori), nel 2001 scelse di aderire alla Casa delle Libertà, in stretta alleanza con Forza Italia;
- L'Unione Liberaldemocratica di Valerio Zanone è confluita nella Federazione dei Liberali ed è entrata a far parte de L'Ulivo come membro dell'Unione Democratica;
- I gruppi di matrice socialista e socialdemocratica sono confluiti chi in Unione Democratica (e poi ne I Democratici), chi nel Centro Cristiano Democratico, chi in Forza Italia, chi nei Socialisti Democratici Italiani, chi nei Democratici di Sinistra.

## Risultati elettorali
| Elezione       | Elezione             | Voti      | %     | Seggi |
| -------------- | -------------------- | --------- | ----- | ----- |
| Politiche 1994 | Camera maggioritario | 6.019.038 | 15,63 | 4     |
| Politiche 1994 | Senato               | 5.526.090 | 16,69 | 31    |